# Шу'яб II (емір Криту)
Шу'яб II ібн Ахмад (араб. شعيب بن أحمد‎; д/н — бл. 943) — 8-й володар Критського емірату в 940—943 роках.

## Життєпис
Син еміра Ахмада I. Посів трон 940 року. Про його панування відомості доволі обмежені. Збереглися лише монети викарбовані в цей період. 
Помер Шу'яб II 943 року. Йому спадкував брат Алі II.